# T.Burton
T.Burton – marka gitar i akcesoriów gitarowych produkowanych od roku 2003 przez spółkę Kisielewski s.c..
Gitary akustyczne T.Burton są wyposażane w pickupy i systemy nagłośnienia L.R.Baggs. Gitary elektryczne są wyposażane w pickupy Giovanni koreańskiego producenta elektroniki gitarowej Artec.
Wśród użytkowników gitar T.Burton znajdowali się lub znajdują: Alfred Jonas Dowuona-Hammond Jr, Robert Kordylewski, Artur Kempa, Cezary Nowak "Cezik", Adam Palma, Ray Wilson, Dave Backenridge (Royal Foundlings), Michał Zygmunt.
Od roku 2006 Kisielewski s.c. organizuje Frikolekcje T.Burton, darmowe lekcje gry na gitarze w Akademii Sztuk Przepięknych na Przystanku Woodstock. W latach 2009 i 2010 odbyły się T.Burton Fingerstyle Festival, festiwale gitarowe połączone z warsztatami i konkursami gry na gitarze promujące technikę fingerstyle. W roku 2012 spółka uruchomiła Szkołę Muzyczną T.Burton. Od 2014 roku Kisielewski s.c. organizuje T.Burton Festiwal, festiwal muzyczny bez ograniczeń.